# Petrovo Selo (Kladovo)
Petrovo Selo (em cirílico:Петрово Село) é uma vila da Sérvia localizada no município de Bor, pertencente ao distrito de Bor, na região de Ključ. A sua população era de 129 habitantes segundo o censo de 2002.

## Demografia
| 1948  | 1953  | 1961  | 1971 | 1981 | 1991 | 2002 |
| ----- | ----- | ----- | ---- | ---- | ---- | ---- |
| 1 222 | 1 209 | 1 144 | 589  | 376  | 224  | 129  |